# Le Retour des hirondelles
Pour plus de détails, voir Fiche technique et Distribution.
Le Retour des hirondelles (隐入尘烟, Yin ru chen yan) est un film chinois écrit et réalisé par Li Ruijun et sorti en 2022.
Il est présenté en avant-première à la Berlinale 2022,,.

## Synopsis
Le film s'ouvre sur un plan fixe d'un mur percé d'une ouverture par laquelle une pluie de terre est évacuée par pelletés régulières dont on entend le bruit, un âne apparait nous fixant tendrement, nous sommes amenés dans un village de paysans pauvres de la Chine moderne.
Li Ruijun explore le quotidien de  deux marginalisés par leurs familles  que l'on unit malgré eux dans un couple qui se découvre peu à peu dans leur travail quotidien qui pourrait leur offrir un avenir. Entre eux, la timidité fait place à la tendresse. La vie rurale ancestrale fait face aux coups de la modernisation et ses compromissions, corruptions et ses inégalités abyssales.
C'est histoire d'un mariage arrangé entre deux êtres méprisés par leurs familles dans la province de Gansu en 2011.

## Fiche technique
- Titre : Le Retour des hirondelles
- Titre original : 隐入尘烟 (Yin ru chen yan)
- Réalisation et scénario : Li Ruijun
- Musique : Peyman Yazdanian
- Direction artistique : Li Ruijun
- Décors ; Dahai Han
- Costumes et maquillage : Wu Jingyin
- Photographie : Weihua Wang
- Son direct et mixage : Changrui Wang
- Montage : Li Ruijun
- Production : Qin Hong, Zhang Min et Li Yan
- Pays de production :  Chine
- Langue originale : chinois
- Format : couleur
- Genre : drame
- Durée : 131 minutes
- Dates de sortie :
  - Allemagne : 13 février 2022 (Berlinale 2022)
  - Chine : 8 juillet 2022
  - France : 8 février 2023

## Distribution
- Hai Qing : Cao Guiying
- Wu Renlin : Ma Youtie
- Yang Gangrui : le fils de Zhang Yongfu
- Zhao Dengping : Ma Youtong
- Wang Callan : la belle-sœur de Cao Guiying
- Zeng Jiangui : le fils aîné de Ma Youtong
- Wu Yunzhi : le fils cadet de Ma Youtong
- Li Shengfu : le chef du village

## Production
Le tournage a lieu notamment dans le xian de Gaotai.

## Accueil
En Chine, le film réalise un excellent score au box-office, rapportant 100 millions de yuans chinois en deux mois. Néanmoins, le film sera censuré par l'État et sera retiré des plateformes de streaming et de vidéos à la demande. De plus, le journaliste Jean-Noël Orengo affirme dans le média Transfuge que « le cinéaste [Li Ruijun] et ses proches, qui jouent dedans, sont menacés par les sbires du pouvoir. Ils ne peuvent ni sortir, ni s’exprimer ». En effet, Li Ruijun devait accorder un entretien à Transfuge, mais n'a pas pu.
En France, le film reçoit un accueil critique positif. Éric Neuhoff, du Figaro décrit : « Il y a là-dedans une grande modestie. Cela n’exclut pas que l’on soit dans le domaine des Beaux-Arts. Une poésie du quotidien berce cette chronique à l’austérité digne, d’une pureté, d’une évidence qu’on ne voit pas souvent ». Jacky Bornet, de France Info, qualifie le film d'« hors du temps ».
Selon la critique de Pauline Ciraci,   « les personnages et cette Chine rurale, Li Ruijun les aime et les connaît, cela se sent. Il leur laisse le temps de s’exprimer d’eux-mêmes, par de longs plans fixes ».

Le film réalise 83 643 entrées en 1 mois dans les salles françaises.

## Distinctions

### Récompenses
- Festival international du film de Valladolid 2022 : Meilleur film
- Festival du film de Lisbonne et d'Estoril 2022 : Prix spécial du jury

### Sélection
- Berlinale 2022 : en compétition officielle